# Idioma lavukaleve
La lengua lavukaleve, también conocida como laumbe o laumbem, es una lengua papú hablada en las islas Russell, un archipiélago situado en la Provincia Central de las Islas Salomón . 

El idioma es hablado por alrededor de 1800 nativos (1999),  que tienen un estilo de vida agrícola vinculado a la pesca artesanal .  Junto con las lenguas bilua, touo y savosavo, el lavukaleve forma la familia de lenguas salomónicas centrales.  Sin embargo, hay fuentes que la catalogan como una lengua aislada debido a las grandes diferencias que tiene con las demás lenguas de su familia.   Las cuatro están clasificadas como lenguas papúes, término genérico para las lenguas del noroeste de Melanesia que no son austronesias . 
A pesar del crecimiento poblacional que han tenido las Islas Salomón en los últimos años (lo que implicaría el mayor número de hablantes de lavukaleve registrado en la historia), está catalogada como una lengua en peligro de extinción, ya que los jóvenes, principalmente del este de las Islas Russell, deciden ya no aprenderlo debido a su poca utilidad actualmente. En este contexto, los dos idiomas que más amenazan con sustituir a la lengua nativa de las islas Russell son el pijin y el inglés, ya que estos son los idiomas utilizados en las escuelas y en las transmisiones de radio. 
Fragmento de video, del minuto 2:37 al minuto 3:35, en el cual un hombre utiliza el idioma lavukaleve para hablar sobre el riesgo de extinción de dicha lengua. en YouTube.

## Etimología
La palabra lavukaleve está compuesta por la raíz lavu y el sufijo -kal de la palabra ve . Los propios nativos del idioma desconocen el significado de lavu, ya que -kal es el sufijo que representa el plural de los sustantivos . Por tanto, "lavukal" sería el etnónimo de esta comunidad. Con esto, el nombre de este pueblo se une a ve, que significa “perteneciente a”, formando el significado de la lengua: “perteneciente a los Lavukals”.  

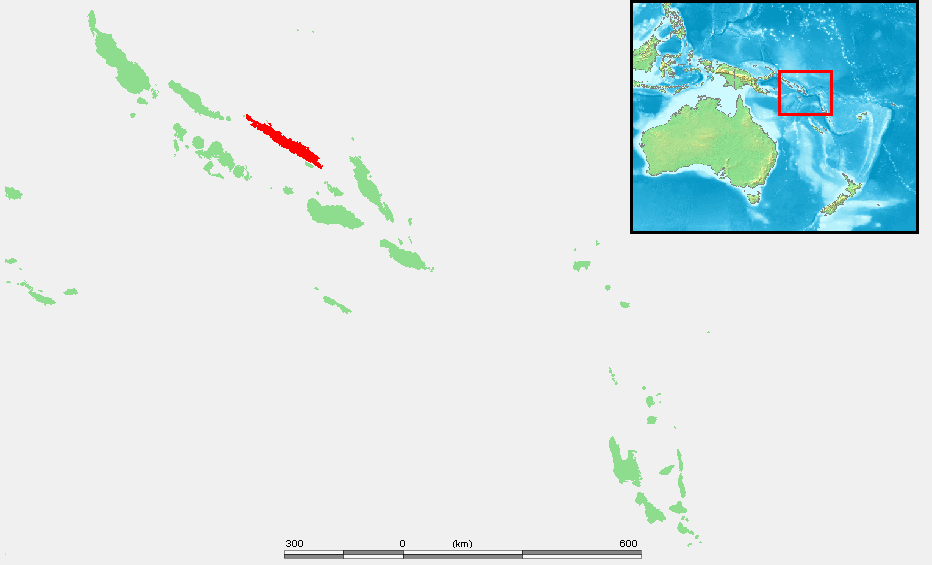
Posición de Isla Santa Isabel, en rojo, en el mapa de las Islas Salomón

La lengua también recibe el nombre de "laumbe", porque así se refieren los habitantes de la isla Santa Isabel a los Lavukals. 
Además, hay una fuente que cita a "russells" como otro posible nombre para el idioma, siendo una clara referencia al nombre del archipiélago en el que se habla la lengua. 

## Distribución

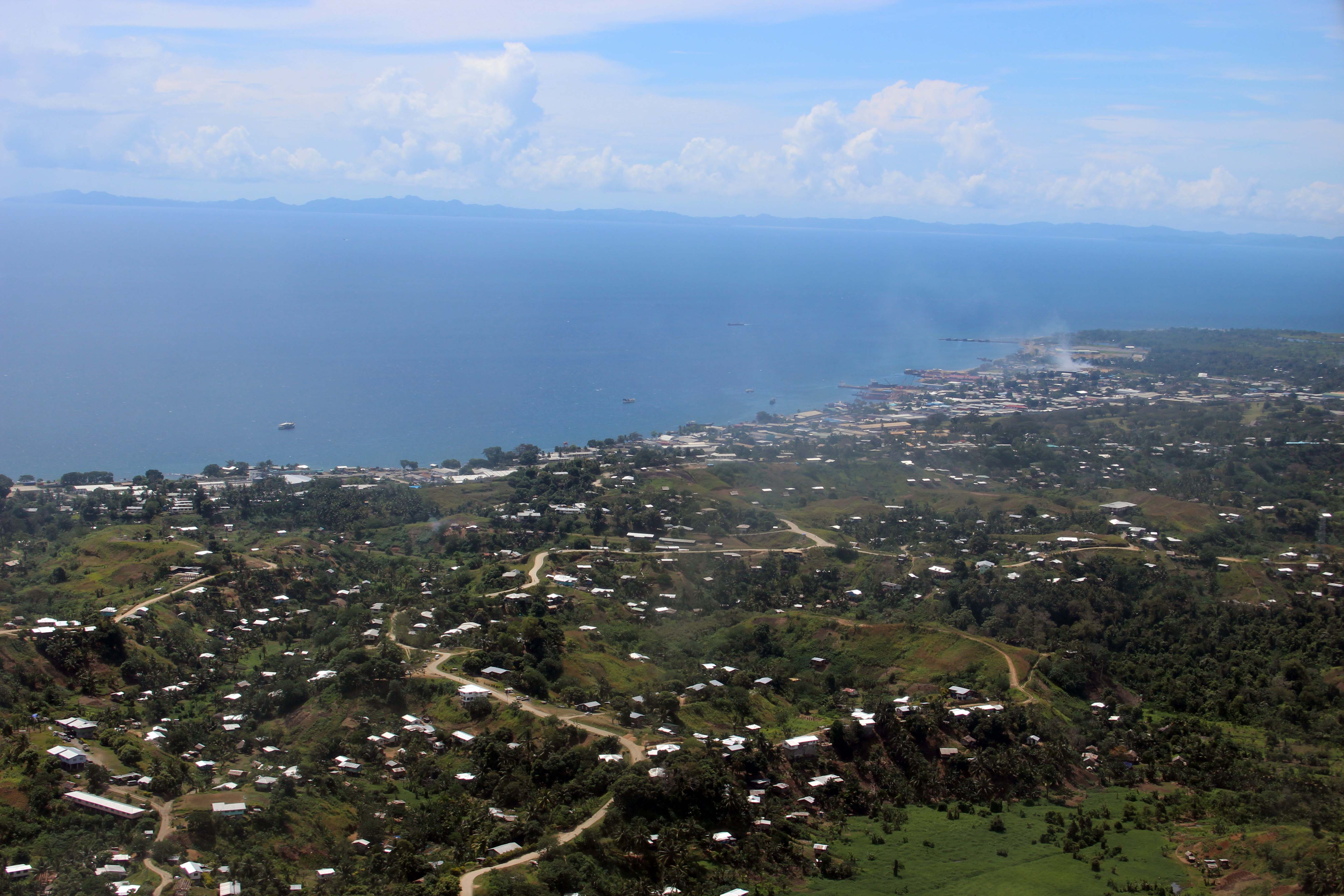
Vista aérea de Honiara, capital de las Islas Salomón, hogar de un pequeño número de hablantes de lavukaleve.

El lavukaleve es hablado en las aproximadamente cien islas que conforman las Islas Russell, y son pocos los nativos del idioma que no viven allí (cabe mencionar algunas familias que viven en Honiara, la capital del país, en la isla de Guadalcanal). La mayoría de los hablantes no habitan en Pavuvu, la isla más grande del archipiélago, sino en islas más pequeñas cercanas a ella. 

### Dialectos
Los nativos dividen la lengua en tres subdivisiones basadas en áreas principales, distinguiéndolas por su patrón de entonación: 
- Zona occidental: Sus principales pueblos son Losiolen, Mane, Leru, Baesen, Marulaon, Karumulun, Ale, Nono y Laola. Los lavukals de todas las zonas consideran la variante occidental como el idioma real, ya que es la más conservadora.
- Área Central: Se habla en Hae Village. Caracterizado por un patrón de entonación cantado.
- Zona oriental: Los principales pueblos son Loun, Moe, Linggatu, Tain, Hoi y Alokan. El habla en esta zona es más fuerte y dura, además de estar más influenciada por la lengua pidgin salomonense y las lenguas de la isla Guadalcanal debido a los matrimonios entre los habitantes de las islas.

A pesar de las diferencias, no se reconocen diferencias léxicas o gramaticales entre las variantes, a excepción de las resultantes de la mezcla de lenguas en la zona oriental. 

### Idiomas relacionados

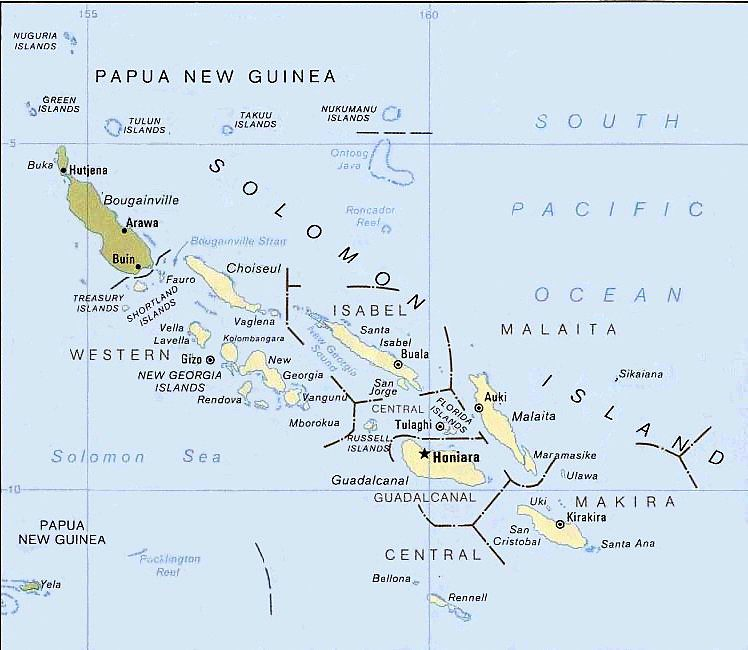
Mapa político de las Islas Salomón, que muestra que las Islas Russell están rodeadas de hablantes de lenguas austronesias

Aunque hay 63 lenguas austronesias en las Islas Salomón,  el lavukaleve comparte poco de su vocabulario con ellas con las lenguas de su propia familia. Las siguientes tablas te ayudan a comprender la relación entre este idioma y otros.
En comparación, las lenguas austronesias tienden a compartir entre el 30 y el 50% de su vocabulario entre sí.  Y cabe destacar que el Paripao, con sólo un 10,8% de compatibilidad, es la lengua austronesia más parecida al lavukeleve si hablamos de vocabulario. 

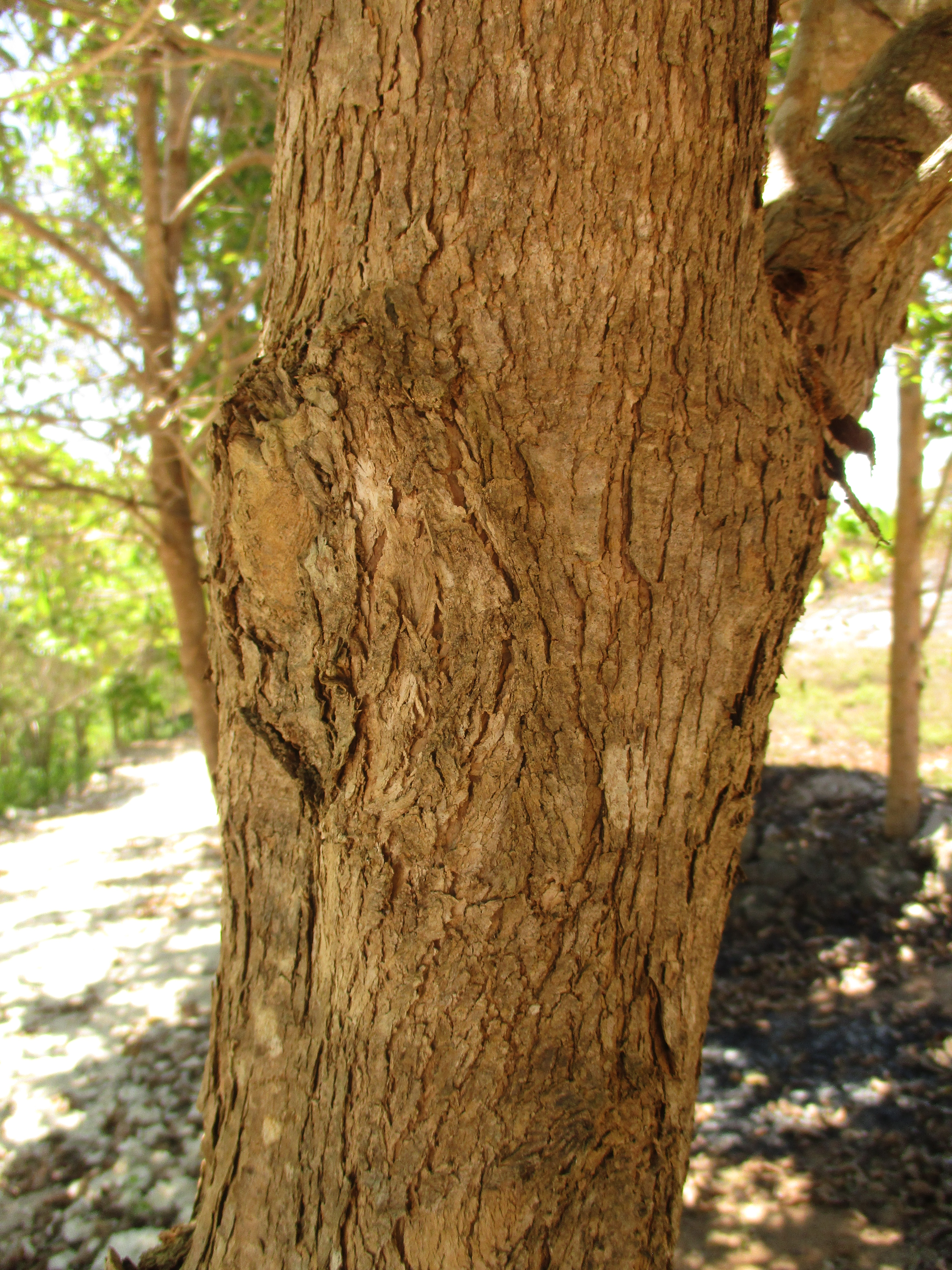
Vitex cofassus es un árbol cuya madera se extrae intensamente en Papúa Nueva Guinea y las Islas Salomón

| Idioma                                            | Localización geográfica | Familia            | Porcentaje de semejanza con el Lavukaleve | Número de palabras comparadas |
| ------------------------------------------------- | ----------------------- | ------------------ | ----------------------------------------- | ----------------------------- |
| Savosavo                                          | Savo                    | Salomónica central | 13,7%                                     | 197                           |
| Touo (baniata)                                    | Sur de Rendova          | Salomónica central | 8,2%                                      | 195                           |
| Bilua (mbilua)                                    | Vella Lavella           | Salomónica central | 7,6%                                      | 197                           |
| Gao (poro)                                        | Santa Isabel            | Austronesia        | 8,9%                                      | 190                           |
| Gela (nggela)                                     | Islas Florida           | Austronesia        | 8,7%                                      | 196                           |
| Paripao                                           | Nordeste de Guadalcanal | Austronesia        | 10,8%                                     | -                             |
| Lenguas austronesias de Guadalcanal               | Guadalcanal             | Austronesia        | cerca de 8,5%                             | -                             |
| Langalanga (wala)                                 | Malaita                 | Austronesia        | 8,2%                                      | 195                           |
| Mayoría de las otras lenguas de las Islas Salomón | Islas Salomón           | -                  | entre el 4 al 5%                          | -                             |

| Palabra        | lavukaleve | Savosavo | Touo          | Bilua         | Gela     | Gao         | Paripao | Langalanga |
| Coco           | nei        | ᵑgazu    | ēŋo           | niru          | niu      | kʰɔilɔ      | niu     | liu        |
| Vitex cofassus | hasa       | vaza     | ⁿdeuru        | sau           | vaha     | gruba       | vaða    | fata       |
| Araña          | tata       | kolomu   | miasa         | laɔsaru       | kʰakafre | susuɣɔᵐba   | laɔ     | kа̄futɔ     |
| Casa           | tail       | tuvi     | va            | paⁿde         | suga     | vale        | -       | luma       |
| Noche          | hamus      | muzi     | hiu           | ipu           | ᵐbɔŋi    | bɔŋiñɔ      | -       | bɔni ʔae   |
| Ojo            | lemi       | nito     | ᵐberо̄         | vilu          | mata-na  | natʰatʰa-ña | mete    | mа̄-la      |
| Persona        | malav      | mapa     | finona/finozo | maᵐba         | tinɔni   | nanɔni      | -       | lɔli       |
| Caminar        | kelai      | lelakeva | ātia/ⁿdoria   | talio         | sakutua  | zazaʔɔ      | -       | liu        |
| Dormir         | irui       | izi      | īsia/īnsia    | maroŋo/maroŋa | māturu   | -           | -       | moʔosu     |
| Pensar         | oluɣu      | ɣanaɣana | ᵑgana         | kerukeruto    | ɣanaɣana | ɣaɔɣatʰɔ    | -       | matata     |
| Trabajar       | foifoira   | aᵑgutu   | ozoso         | irurupoto     | lutu     | lɔku        | -       | gālo       |

## Historia

### Historia de la lengua

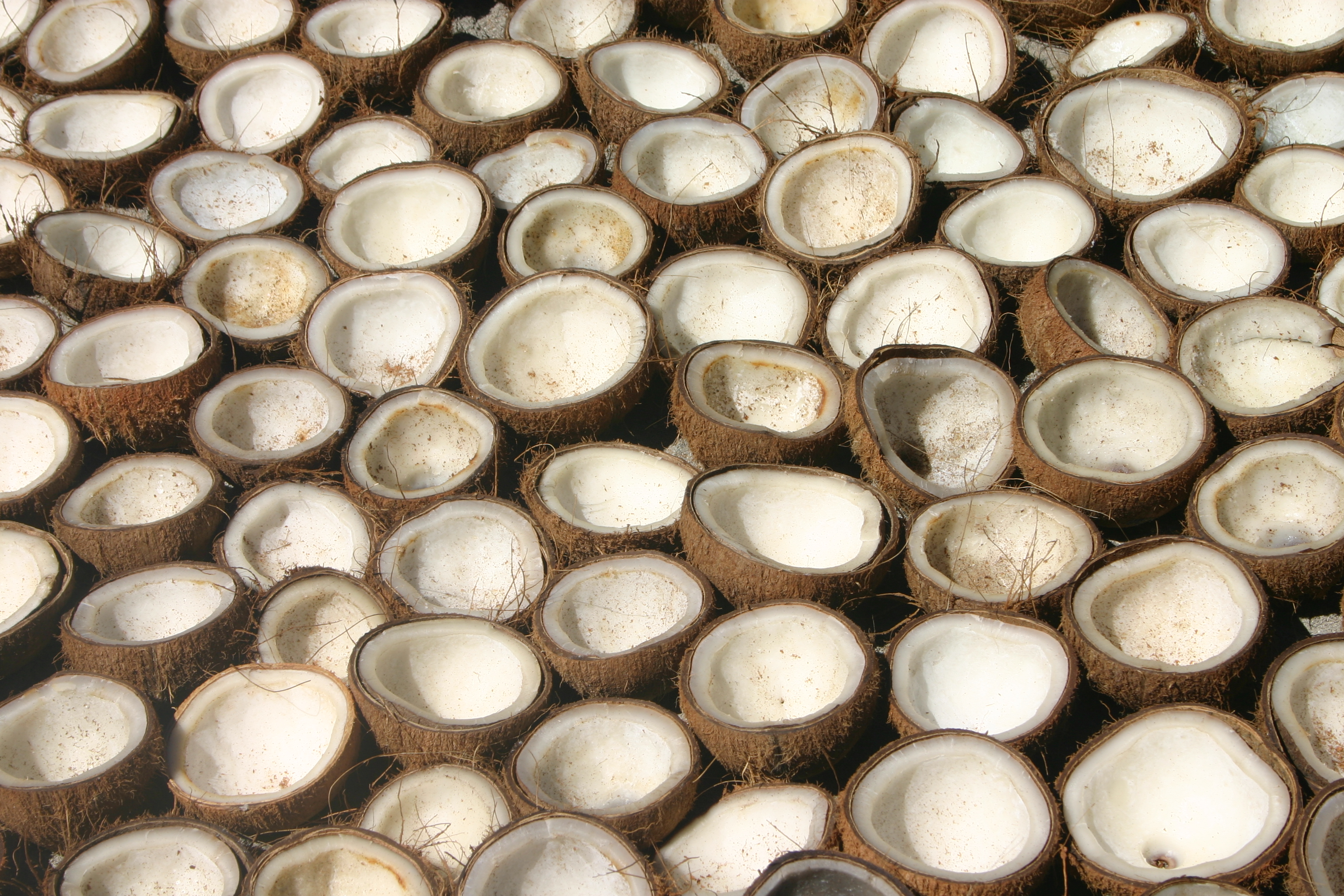
Muchos hablantes de Lavukaleve ganan una pequeña cantidad de dinero vendiendo copra (la pulpa seca de los cocos) a RIPEL. La imagen es del pueblo de Polomuhu, en las Islas Florida, ubicadas en la misma provincia que las Islas Russell

Hasta principios del siglo XX, el pueblo Lavukal vivía en Pavuvu. Sin embargo, cuando llegó la empresa británica "British Company Levers" (actualmente llamada "RIPEL - Russell Islands Plantation Estates Limited"), que instaló plantaciones en la isla principal (Pavuvu), la población nativa se vio obligada a mudarse hacia las islas circundantes, en gran medida en contra de su voluntad. Por lo tanto, la mayoría de las aldeas lavukals están fuera de Pavuvu. Todavía hoy existe una lucha por los derechos de Pavuvu, que se intensificó debido a las operaciones madereras en Linggatu, en el sur de Banika (segunda isla más grande del archipiélago). 

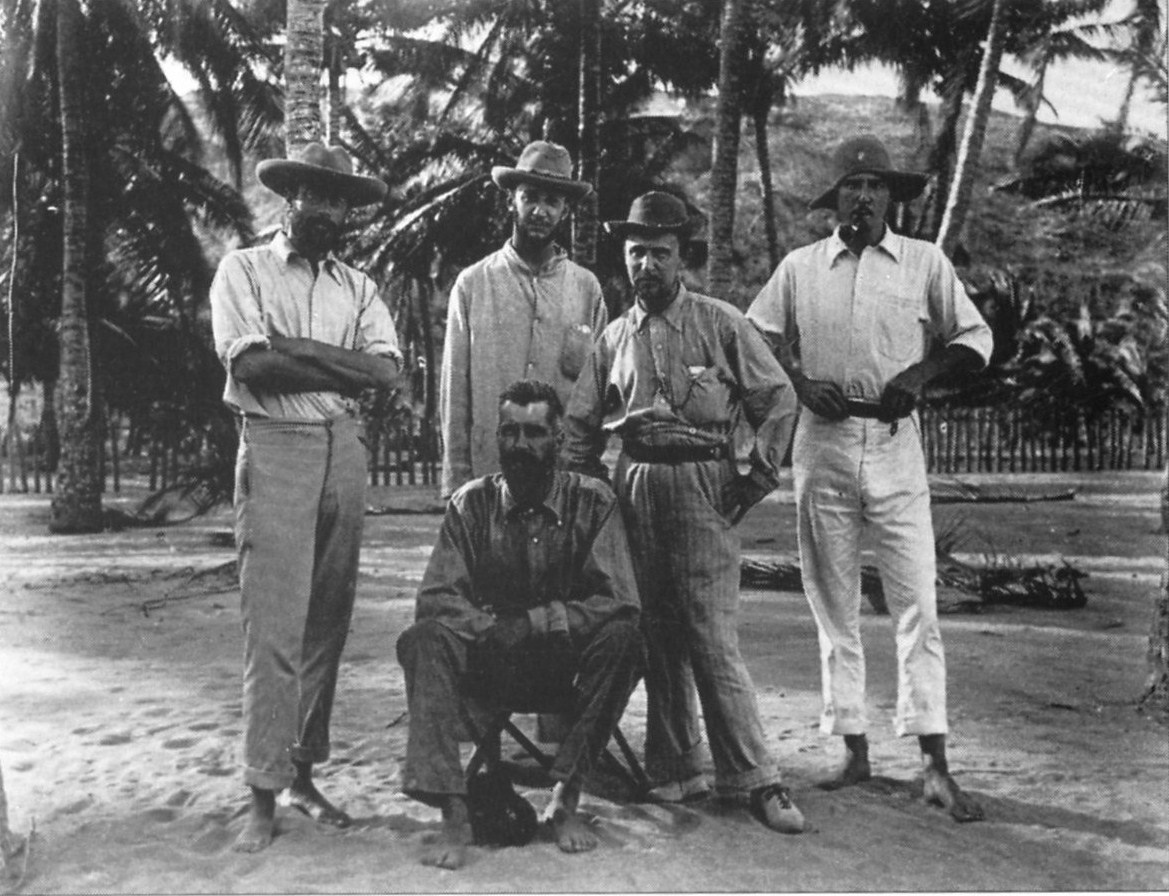
Ray fue la primera persona en hacer un registro impreso del idioma Lavukaleve. La foto fue tomada en la isla de, durante la Expedición Antropológica de Cambridge al Estrecho de Torres en 1898, siendo él el segundo (contando de derecha a izquierda).

### Historia de la documentación
La primera mención impresa del idioma Lavukaleve fue hecha por Sidney Herbert Ray (que está en la imagen de arriba), en un libro llamado "The Non-Melanesian languages of the Solomon Islands", publicado en 1928.   Sidney Herbert Ray presentó información sobre pronombres, números, adjetivos, un vocabulario de 30 palabras y algunas frases. Arthur Capell presentó una comparación entre las lenguas salomónicas centrales en 1969, en un libro titulado "Non-Austronesian language of the British Solomons",  y Evelyn Mary Todd también hizo esto en 1975, en el libro "The Solomon language family". 

### Historial de la clasificación
Ray reconoció en 1928 por primera vez que el lavukaleve no es una lengua austronesia y la clasificó dentro de un grupo que ahora se conoce como la familia de lenguas salomónicas centrales. Ya en 1953, Peter A. Lanyon-Orgil, en el libro "The Papuan languages of the New Georgian Archipelago",  señaló que el lavukaleve era una lengua papú, al igual que las demás de su familia junto a la Lengua kazukuru . Capell, ya en 1962, refuerza la idea de que el lavukaleve sería una lengua no austronesia, en el libro "Oceanic linguistics today", como lo hizo Joseph Harold Greenberg  posteriormente en 1971, en el libro "The Indo-Pacific Hypothesis".  Por otra parte, Stephen Adolphe Wurm propuso entre 1972 y 1982 la existencia de un filo papúa oriental, en el que se incluiría lavukaleve.   Y, por último, Todd intentó formalizar la relación  entre las cuatro lenguas salomónicas centrales, considerando la posibilidad de que el yélî dnye también sea parte del grupo. Finalmente, sugiere Malcolm David Ross, en 2001, en un libro titulado Is there an East Papuan Phylum? Evidencia de pronombres de que el filo de Papúa oriental estaría compuesto por ocho grupos distintos. 

## Fonología

### Consonantes
El lavukaleve tiene un inventario relativamente pequeño de fonemas consonánticos si lo comparamos con otros idiomas.  A continuación se presenta el inventario consonántico de la lengua y se destacan casos de alofonía y pronunciación aspirada:
|                   |                   | Bilabial | Labiodental | Alveolar | Velar | Glotal |
| ----------------- | ----------------- | -------- | ----------- | -------- | ----- | ------ |
| Oclusiva          | Oclusiva          | p b      |             | t d      | k     |        |
| Nasal             | Nasal             | m        |             | n        | ŋ     |        |
| Vibrante múltiple | Vibrante múltiple |          |             | r        |       |        |
| Fricativa         | Fricativa         |          | f           | s        |       | h      |
| Aproximate        | central           | β̞        |             |          | ɰ     |        |
| Aproximate        | lateral           |          |             | l        |       |        |

- Oclusivas: El fonema /p/ es muy raro, aparece en sólo 14 palabras, seis de las cuales son claros préstamos recientes de Pijin, y siempre se pronuncia aspirado, es decir, como [pʰ]. /t/ se pronuncia como [tʰ], con la excepción de cuando está al principio de palabras específicas, como tumai (realmente), se pronuncia como [t]. El fonema /k/ se pronuncia como [kʰ], el /b/ se pronuncia como [b], pero suele estar prenasalizada cuando está entre vocales y /d/ también es muy raro (ocurre sólo en 13 palabras) y se pronuncia como [d], sin embargo, al igual que /b/, normalmente se prenasaliza entre vocales. [34]
- Vibrantes múltiples: /r/ generalmente se pronuncia como [r], a veces como [ɾ] y rara vez como [ɹ] independientemente de la posición. [35]
- Aproximantes centrales: /β̞/ (símbolo utilizado para una aproximante bilabial) se pronuncia como [β̞] y, raramente, como [β]. /ɰ/ se puede pronunciar como [ɡ] o [ɰ] al principio de la frase, y, además de estos dos fonemas, también se puede pronunciar como [ɣ] en otras posiciones, sin embargo casi siempre suena como [ɰ]. [36]

### Vocales
El lavukaleve tiene 5 vocales simples en total.  El inventario de estas y fonos para cada fonema se presentan a continuación:
|             | Anterior | Central | Posterior |
| ----------- | -------- | ------- | --------- |
| Cerrada     | i        |         | u         |
| Semicerrada | e        |         | o         |
| Abierta     |          | a       |           |

/i/ se puede pronunciar como [i] en cualquiera de los casos, pero cuando lleva acento tónico, también se puede pronunciar como [ɪ]. /e/ se pronuncia como [e], /a/ como [a], /o/ como [o] o [ɔ] y /u/ como [ɔ], si está detrás de una /m/, y [u] en los otros casos. 

### Fonotáctica
Todas las consonantes pueden aparecer al principio de una sílaba, y todas excepto /p/, /b/, /d/ y /h/ pueden aparecer al final de una. Se encontraron todos los grupos de vocales en estudios lingüísticos, a excepción de /ue/. 

### Acento tónico
El acento tónico es en parte fijo y en parte asignado léxicamente.  La mayoría de las palabras tienen el acento en la primera sílaba y alrededor del 18% lo tienen en la segunda, siendo muchos de estos casos reduplicaciones en este formato: C ¹ V ¹ C ¹ V ¹ X (es decir, un orden en el que la primera consonante es repetida en la tercera letra, así como la primera vocal se repite en la cuarta letra, además de un complemento, como la palabra va'var, que significa hablar).  En este caso el acento debe colocarse en la segunda sílaba.  También hay un pequeño porcentaje de palabras con el acento en recaído en la tercera sílaba, como "mala'gula" (pájaro).  Otras palabras son extranjerismos recientes que conservan el patrón de acentuación original, como la palabra ta'rak, que fue claramente tomada del pijin y que significa "camión". 
Todos los sustantivos en el formato CVCV tienen el acento tónico en la sílaba inicial, y la mayoría del resto de palabras que no son sustantivos en este formato también, como 'piru, que significa nudo as de guía . En el formato CVCVC, el acento en la segunda sílaba es más común, como fo'sal (pez). Cualquier otra estructura puede recibir tilde en la primera o segunda sílaba (y raramente en la tercera). 
Los sufijos no cambian el acento tónico, pero los prefijos junto a los sustantivos monosilábicos sí lo hacen. Por lo tanto, dado que el único prefijo posible en este caso son los pronombres personales, todos los ejemplos se agregarán a la raíz del sustantivo, como en 'nu (pelo) → 'o-nu (su cabello). A veces, la adición del pronombre posesivo hace que el sustantivo pierda su vocal final. Si esto genera un sustantivo monosilábico, existe la posibilidad de que el acento cambie de lugar, como en 'fina (pertenencias) → 'e-fin (nuestras pertenencias). Finalmente, existe una pequeña posibilidad de que la adición a un sustantivo polisilábico genere un cambio en el lugar del acento, por ejemplo 'tua (esposa) → 'o-tua (su esposa). 

### Procesos morfofonémicos
Hay cuatro procesos morfofonémicos en el idioma lavukaleve, los cuales son: reduplicación, inserción de una oclusiva glotal, pérdida de vocales y cambio en la calidad de las vocales.  Los detalles de cada proceso se presentarán a continuación.

#### Reduplicación
Se presenta principalmente en verbos, pero también en sustantivos, adjetivos y partículas adverbiales en menor medida. Puede ocurrir de manera integral o repitiendo solo el CV, CVV o CVCV inicial. Sin embargo, cualquiera que sea el caso que se adopte, su significado será el mismo. En algunos casos no tiene función y, en otros, tiene un significado semántico, como se muestra a continuación: 
|  | • | mina         | → | minamina         |
|  |   | "cosa"       | → | "todo"           |
|  | • | lafa         | → | lafalafa         |
|  |   | "lugar"      | → | "en todos lados" |
|  | • | karial       | → | karialkarial     |
|  |   | "lentamente" | → | "muy lentamente" |

#### Inserción de oclusiva glotal
Cuando dos vocales iguales se juntan en los límites del morfema, es opcional añadir una oclusiva glotal, cosa que es poco común. Por ejemplo, ngo-oatum (tu tío) puede ser pronunciada como [ŋoatum] o [ŋoʔoatum]. 

#### Pérdida de vocales
Hay tres procesos posibles para que la pérdida de vocales ocurra. La primera es la reducción de vocales iguales en el límite del morfema, como en "vonam kini laveala feo" (ella no se mostró ante ellos). Analizando las partes de esta frase, queda claro que las dos últimas letras de la palabra laveala tienen, en teoría, dos "as": una se debe al sufijo "-la" (que representa la negación), y la otra "a" define al sujeto como singular y femenino. Sin embargo, debido a la pérdida de vocales de este caso, se presenta una sola "a". Cada vez que esto sucede, se pronuncia como si fuese una sola vocal, pero en ocasiones se escribe como si fueran dos, como en el caso de la frase "taragau na fo'sal voko vela velavel ta oole" (un águila marina que iba a pescar la vio), en la cual la palabra oole tiene dos "os", pero una representa que el objeto es singular y femenino, y la otra que el sujeto es singular. 
El segundo proceso ocurre con raíces nominales después de un prefijo posesivo. Es obligatorio realizarlo cuando es necesario, y casi todos los ejemplos en donde esto ocurre tienen el formato CVCV, como en el caso de beko (piedra) → o-bek (su piedra). Aun así, alrededor de un tercio de las raíces en este formato no pierden la vocal, como kala (madre) → o-kala (su madre). Vale la pena señalar que, si hay un sufijo en la raíz, la vocal final no se perderá en ningún caso. 
Finalmente, el tercero sucede en construcciones con sujetos poseídos. Llegados a este punto, basta saber que en este tipo de estructuras se añade un prefijo posesivo a los verbos y, cuando este verbo termina en /u/, se pierde este mismo fonema, como en el caso de ovai (se fue al mar), que se compone de "o -" (pronombre posesivo en 3.ª persona del singular), "vau" (ir al mar) y "-i" (sufijo para este tipo de estructura). Por tanto, se nota que el fonema /u/ se perdió en el proceso de formación de la palabra. 

#### Cambio de calidad vocal
Hay dos posibilidades para que esto ocurra: la primera es cuando se grita una palabra o frase en lavukaleve. Si es el caso, el acento tónico migra a la penúltima sílaba y la última vocal se reemplaza por /ou/, como Ángela → [yʒe'lou]. Si la última letra es una consonante, esta consonante y la vocal anterior se cambian, como en Patterson → [pate'sou]. 
El segundo ocurre cuando un proceso de sustantivación de un verbo se hace presente. Para realizar esta transformación es necesario añadir el sufijo “-e” o “-i” a la raíz del verbo, pero existe la posibilidad de que esta adición ni siquiera sea exacta. Estas tres alternativas dependen de la terminación del verbo al ser sustantivado, como se muestra en la siguiente tabla: 
| Terminación de cualquier verbo | Sufijo usado para la sustantivación | Ejemplo                | Ejemplo                |
| Terminación de cualquier verbo | Sufijo usado para la sustantivación | Verbo en forma básica  | Verbo sustantivado     |
| ------------------------------ | ----------------------------------- | ---------------------- | ---------------------- |
| -a                             | -e                                  | honia (conocer)        | honia-e (conocimiento) |
| -o                             | -e                                  | lo (finalizar)         | lo-e (fin)             |
| -u                             | -i                                  | iru (dormir)           | iru-i (sueño)          |
| -e                             | ninguno                             | ve (ir o camino)       | ve (ir o camino)       |
| -i                             | ninguno                             | lei (ser o existencia) | lei (ser o existencia) |

## Ortografía
Los habitantes de las islas Russells utilizan el alfabeto latino desde hace ya un tiempo. Sólo tres caracteres de esta ortografía difieren de lo establecido por el Alfabeto Fonético Internacional: /β̞/, /ɰ/ y /ŋ/ escritos como v, g y ng, respectivamente. Además, cabe mencionar que no indican acento tónico en la ortografía. 

## Gramática

### Pronombres
Los pronombres en lavukaleve se dividen en tres grupos: personales, posesivos y demostrativos, cada uno de los cuales se describe a continuación: 

#### Personales
En el lavukaleve no existen pronombres personales en tercera persona, esta función la cumplen los pronombres demostrativos.  Por lo tanto, a continuación se muestra la lista de pronombres personales solo en primera y segunda persona, variando entre los números singular, dual y plural: 
|             |                                      | Singular | Dual | Plural |
| ----------- | ------------------------------------ | -------- | ---- | ------ |
| 1.ª persona | inclusivo nosotros (dos) (y tú)      | ngai     | el   | e      |
| 1.ª persona | exclusivo nosotros (dos)(pero no tú) | ngai     | mel  | me     |
| 2.ª persona | 2.ª persona                          | inu      | imil | imi    |

#### Posesivos
Se expresan en prefijos, variando en número y persona, como se muestra en la siguiente tabla: 
| Persona       | Singular | Dual  | Plural |
| 1.ª exclusiva | nga-     | le-   | e-     |
| 1.ª inclusiva | -        | me-   | me-    |
| 2.ª           | ngo-     | mele- | me-    |
| 3.ª           | o-       | lo-   | ma-    |

#### Demostrativos
En el idioma lavukaleve, sólo hay dos raíces de pronombres demostrativos: foia y oia . Ambos se usan anafóricamente, pero el primero se utiliza para referirse a alguien que ocupa un lugar destacado en la mente de los oyentes al momento. Mientras que el segundo se refiere a alguien que, hasta hace poco, predominaba en sus mentes.  A continuación se muestra una tabla con las flexiones en género, número y distancia de foia, y, posteriormente, de oia .
|          |           | Próximo | Neutro  | Distante | No especificado |
| -------- | --------- | ------- | ------- | -------- | --------------- |
| Singular | masculino | fona    | foina   | feana    | foana           |
| Singular | femenino  | fo      | foia    | fehea    | fohoa           |
| Singular | neutro    | foga    | foiga   | feaga    | foaga           |
| Dual     | masculino | fonala  | foinala | feanala  | foanala         |
| Dual     | femenino  | fol     | foiaol  | fecheaol | fohoal          |
| Dual     | neutro    | fogala  | foigala | feagala  | foagala         |
| Plural   | Plural    | fova    | foiva   | feava    | foava           |

|          |           | Próximo | Neutral |
| -------- | --------- | ------- | ------- |
| Singular | masculino | -       | oina    |
| Singular | -         | oia     |         |
| Singular | neutro    | oga     | oiga    |
| Dual     | masculino | -       | oinala  |
| Dual     | -         | oiaol   |         |
| Dual     | -         | oigala  |         |
| Plural   | -         | oiva    |         |

#### Indefinidos
No existen pronombres indefinidos en el idioma lavukaleve. Por lo tanto, "alguien" se expresa como ali (hombre), "nadie" como ali roa-ru (no hombre) o malav rovo-ru (no personas), "nada" como mina ro-ru (no cosa), y así sucesivamente. Por ende, no existen palabras especiales para designar pronombres indefinidos. 

### Sustantivos
Forman, junto con los verbos, las clases más numerosas de palabras en el idioma lavukaleve.  A continuación se presenta sus divisiones en género y las formas de transformar el sustantivo en dual y plural.

#### Género
Los sustantivos se dividen en en cuatro: masculinos (32%), femeninos (33%), neutros (30%) y una categoría aparte que está formada especialmente por sustantivos que siempre están en plural y, por eso, no tienen un género inherente (5%). 

#### Formación del dual y el plural.
La mayoría de los sustantivos se vuelven duales con la adición del sufijo -l (usado sobre todo cuando el sustantivo termina en una vocal), -al (normalmente utilizado en sustantivos que terminan en una consonante) o -ol (usado principalmente en sustantivos femeninos que terminan en con la vocal -a). Algunos sustantivos tienen una forma dual igual a la forma singular, como entidades abstractas, alimentos comunes, partes del cuerpo y sustantivos que se refieren al mar. 
Hablando de la formación del plural, también existen sustantivos que no tienen una forma definida o específica para este. Entre los sustantivos que los tienen, hay diferentes formas de formarlos, pero cabe mencionar que la mayoría de los sustantivos femeninos plurales están formados por el sufijo -vil y los masculinos y neutros por los sufijos -kal y -ul. 

### Verbos
Todos los verbos, en su forma básica, terminan con una vocal. Con relación a la clasificación de transitividad, alrededor del 51 % de ellos son intransitivos, el 45 % transitivos y el 4 % son ambitransitivos (verbos que pueden ser tanto intransitivos como transitivos), lo que equivale a 16 verbos.  Estos verbos ambitransitivos son divididos en dos partes: en "tipo S=A", en el que el sujeto de la forma intransitiva corresponde al sujeto de la forma transitiva, y en "tipo S=O", en el que el sujeto de la forma intransitiva corresponde al objeto de la forma transitiva. A continuación se muestran todos los verbos ambitransitivos en lavukaleve. 
| Tipo | Verbo  | Traducción en forma intransitiva | Traducción en forma transitiva |
| ---- | ------ | -------------------------------- | ------------------------------ |
| S=A  | hoa    | atravesar                        | atravesar algo                 |
| S=A  | lai    | remar                            | remar algo                     |
| S=A  | rau    | rodear                           | rodear algo                    |
| S=A  | sulai  | iluminar                         | iluminar algo                  |
| S=A  | valiri | girar                            | girar algo                     |
| S=A  | vea    | saber                            | saber algo                     |
| S=A  | hai    | hacer                            | hacer algo                     |
| S=A  | i      | hacer                            | hacer algo                     |
| S=O  | fale   | poner de pie                     | dejar algo de pie              |
| S=O  | foa    | caer                             | derribar algo                  |
| S=O  | igu    | ir                               | tirar algo                     |
| S=O  | kekea  | secarse                          | secar algo                     |
| S=O  | vo     | llegar                           | comenzar                       |
| S=O  | lei    | ser                              | durar algo                     |
| S=O  | hoi    | entrar                           | poner algo dentro              |
| S=O  | ao     | entrar                           | poner algo dentro              |

#### Conjugación
El tiempo, el aspecto y el modo (admonitivo, imperativo progresivo, imperativo puntual, hortativo y capacitativo) están marcados todos por sufijos. Cabe destacar que no es obligatorio marcar estas características y la mayoría de ellas no se pueden combinar entre sí.  A continuación se muestra una tabla con todas las flexiones, sus sufijos y sus usos. 
| Tiempo  | futuro     | futuro     | -re  | -re   | -re                                       | futuras |
| Tiempo  | presente   | presente   | -nu  | -nul  | -nuv                                      | presentes |
| Aspecto | imperfecto | imperfecto | -ne  | -ne   | -ne                                       | que tienden a perdurar en el tiempo                                                                                         |
| Aspecto | durativo   | durativo   | -nun | -nun  | -nun                                      | de larga duración |
| Aspecto | -na        |            |      |       |                                           | de larga duración |
| Modo    | admonitivo | admonitivo | -n   | -n    | -n                                        | que presagian algo malo, imperativos negativos, que piden algo a través de una oración o que señalan la posibilidad de algo |
| Modo    | imperativo | puntual    | -va  | -ila  | -iva                                      | impuestas que pueden ser ejecutadas instantáneamente                                                                        |
| Modo    | imperativo | duradero   | -ma  | -mela | -ba                                       | impuestas que no pueden ser ejecutadas instantáneamente                                                                     |
| Modo    | hortativo  | hortativo  | -ne  | -ne   | -ne                                       | sugestivas |
| Modo    | capacitivo | -nen       | -nen | -nen  | que expresan una capacidad física, social | |
| Modo    | capacitivo | -nan       |      |       | que expresan una capacidad física, social | |

#### Irregulares
Desde un punto de vista sintáctico, existen dos verbos irregulares en el idioma: tuna (ser realmente) y tave (no ser), ya que actúan de forma ligeramente diferente a otros verbos intransitivos.  Desde el punto de vista morfológico, también son dos verbos irregulares que adoptan tres formas diferentes: vo, voi y vula (llegar), además de ve, vei y vela (ir). A continuación se muestra una tabla que muestra qué forma verbal se debe utilizar en cada situación: 
|               |                       | Sufijo usado     | vo y ve | voi y vei | vula y vela |
| ------------- | --------------------- | ---------------- | ------- | --------- | ----------- |
| Tiempo        | futuro                | -re              | ✔       |           |             |
| Tiempo        | presente              | -nu              |         |           | ✔           |
| Aspecto       | imperfecto            | -ne              |         |           | ✔           |
| Aspecto       | durativo              | -nun             |         |           | ✔           |
| Aspecto       | durativo              | -na              |         | ✔         |             |
| Modo          | imperativo progresivo | -mal, -mela, -ba |         |           | ✔           |
| Modo          | capacitativo          | -nen, -nan       | ✔       |           |             |
| Subordinada   | anterior              | -le              | ✔       |           |             |
| Subordinada   | potencial             | -le              | ✔       |           |             |
| Subordinada   | surpreendente         | -meon            | ✔       |           |             |
| Cosubordinada | no infinitiva         | -re              | ✔       |           |             |
| Cosubordinada | sucesiva              | -vele            |         |           | ✔           |
| Cosubordinada | completiva            | -vel             |         |           | ✔           |
| Otros         | proposital            | -ham             | ✔       |           |             |
| Otros         | negativa              | -la              | ✔       |           |             |
| Otros         | forma base            | -                | ✔       |           |             |
| Otros         | sufijo de acuerdo     | -                | ✔       |           |             |

### Adjetivos
En el lavukaleve es muy difícil distinguir entre un adjetivo y un verbo intransitivo, después de todo, ambos aparecen en el mismo lugar de la oración. En este sentido, se muestra a continuación una lista de adjetivos en lavukaleve (cabe mencionar que los números del uno al diez se consideran adjetivos y que los números ordinales sólo existen hasta el "décimo"): 
|                      |                       | Adjetivo  | Traducción |
| -------------------- | --------------------- | --------- | ---------- |
| Dimensiones          | Dimensiones           | bakel     | grande     |
| ru                   |                       |           | grande     |
| kurai                |                       |           | grande     |
| monomono             | pequeño               |           |            |
| tula                 | pequeño               |           |            |
| Ideas                | Ideas                 | koisove   | nuevo      |
| lelengisa            | joven                 |           |            |
| Valores              | Valores               | ho'bea    | bueno      |
| tuna                 | real                  |           |            |
| iloilo               | diferente             |           |            |
| kivua                | precioso              |           |            |
| laura                | óptimo/excelente      |           |            |
| sevo                 | tabú                  |           |            |
| mea                  | especificador         |           |            |
| ro                   | unido                 |           |            |
| gilogilo             | puro                  |           |            |
| kia                  | omnipotente           |           |            |
| laita                | secreto o sagrado     |           |            |
| lalamu               | temprano              |           |            |
| lave                 | casado                |           |            |
| lulu                 | virtuoso, honesto     |           |            |
| taotao               | horrible              |           |            |
| Colores              | Colores               | kokoras   | negro      |
| to'versa             | naranja               |           |            |
| imana                | verde                 |           |            |
| kokoros              | azul oscuro           |           |            |
| bulu                 | azul                  |           |            |
| iala                 | amarillo              |           |            |
| girin                | verde                 |           |            |
| Propriedades físicas | Propriedades físicas  | foko      | inclinado  |
| folufolu             | gordo                 |           |            |
| kasakasa             | delgado               |           |            |
| blind                | ciego                 |           |            |
| lafia                | acuoso                |           |            |
| fofono               | total                 |           |            |
| nunu                 | gigante               |           |            |
| furifuri             | bajo, malo            |           |            |
| kofa                 | desnudo               |           |            |
| suvi                 | paralizado            |           |            |
| Tendencias humanas   | Tendencias humanas    | lahavarae | perturbado |
| rorora               | gentil                |           |            |
| nura                 | salvage               |           |            |
| togoloa              | dividido en creencias |           |            |
| Numerales            | cardinales            | telako    | uno        |
| Numerales            | cardinales            | le'laol   | dos        |
| Numerales            | cardinales            | enga      | tres       |
| Numerales            | cardinales            | nun       | cuatro     |
| Numerales            | cardinales            | sie       | cinco      |
| Numerales            | cardinales            | ao        | seis       |
| Numerales            | cardinales            | soa       | siete      |
| Numerales            | cardinales            | sevi      | ocho       |
| Numerales            | cardinales            | sava      | nueve      |
| Numerales            | cardinales            | kanongam  | diez       |
| Numerales            | ordinales             | ni'kol    | primero    |
| Numerales            | ordinales             | leleta    | segundo    |
| Numerales            | ordinales             | engata    | tercero    |
| Numerales            | ordinales             | nuta      | cuarto     |
| Numerales            | ordinales             | sita      | quinto     |
| Numerales            | ordinales             | oata      | sexto      |
| Numerales            | ordinales             | sevita    | octavo     |
| Numerales            | ordinales             | savata    | noveno     |
| Numerales            | ordinales             | kanata    | décimo     |

Los artículos definidos en lavukaleve se dividen según el número y género del sustantivo principal de la frase nominal, y se flexionan de acuerdo con la siguiente tabla: 
|          | Singular | Dual | Plural |
| -------- | -------- | ---- | ------ |
| Maculino | na       | nala | va     |
| Femenino | la       | la   | va     |
| Neutro   | ga       | gala | va     |

### Conjunciones
Sólo hay ocho conjunciones en el idioma lavukaleve, que son mostrados a continuación. 
| Conjunción | Traducción  |
| ---------- | ----------- |
| aka        | y, entonces |
| hano       | después     |
| taman      | sin embargo |
| leta       | pero        |
| o          | y, o        |
| olang      | porque      |
| ve         | o           |
| ne         | y           |

### Marcadores de foco
Hay tres marcadores de foco en el idioma: meo se usa para preguntas polares (preguntas de respuesta sí o no), heo se usa en preguntas de información que contienen el pronombre foia, y feo se usa cuando el foco es lo marcado. 

### Posposiciones
El idioma lavukaleve tiene un número muy limitado de posposiciones, que se presentan a continuación. 
| Posposición | Traducción            |
| ----------- | --------------------- |
| na          | en, sobre, etc.       |
| nam         | a, desde, para, de    |
| namula      | de                    |
| hamail      | frente a              |
| fataran     | directamente desde/de |
| hal         | arriba                |
| tat         | encima de             |
| nal         | debido a              |
| for         | a, para               |
| ne          | con                   |
| ku          | como                  |
| kelei       | cerca (de)            |

### Oración
El orden SOV (sujeto-objeto-verbo) es bastante estricto en el idioma. Las oraciones pueden tener un máximo de un predicado y de cualquier número de adjuntos o partículas, incluidos los adverbios. Cabe destacar que no hay verbos cuyo argumento requiera un adjunto. 

## Vocabulario
| Número    | escrita                             |
| --------- | ----------------------------------- |
| 1         | telako                              |
| 2         | le'laol                             |
| 3         | enga                                |
| 4         | nun                                 |
| 5         | sie                                 |
| 6         | ao                                  |
| 7         | soa                                 |
| 8         | sevi                                |
| 9         | sava                                |
| 10        | kanongam                            |
| 13        | kane enga                           |
| 14        | kane nun                            |
| 15        | kane sie                            |
| 16        | kane ao                             |
| 17        | kane soa                            |
| 18        | kane sevi                           |
| 19        | kane sava                           |
| 20        | kanal                               |
| 23        | kanal o enga                        |
| 30        | kanamil enga                        |
| 40        | kanamil nun                         |
| 50        | siehave                             |
| 60        | oahave                              |
| 70        | soahave                             |
| 80        | sevihavi                            |
| 90        | savahave                            |
| 100       | tangalu                             |
| 101       | tangalu o telako                    |
| 200       | tangalu le'laol                     |
| 1.000     | lamukas                             |
| 2.000     | lamakus lelagel                     |
| 3.000     | lamukasaol enga                     |
| 10.000    | lamukasaol vo-na kanongam           |
| 100.000   | tangalual vo-na lamukasaol kanongam |
| 1.000.000 | mola                                |
| 2.000.000 | mola lelagel                        |
| 3.000.000 | mola enga                           |